# 西オーストラリア・パフォーミングアート・アカデミー
西オーストラリア・パフォーミングアート・アカデミー (英語: The Western Australian Academy of Performing Arts、略称:WAAPA)は、1980年に設立された、舞台芸術の高等教育機関である。キャンパスは、オーストラリアの西オーストラリア州パースの公立大学であるエディスコーワン大学 (ECU) 内に設置されている。世界をリードする芸能スクールの一つである。日本語では、西オーストラリア演劇学校、西オーストラリア舞台芸術アカデミー等とも表記される。2025年にパース中心部のCBDエリアに新キャンパスを構え、メイン本部となる予定である。
アカデミー長はジュリー・ワーンである。

## 概要
演技、ミュージカル、監督、ダンス、ジャズ、コンテンポラリー・ミュージック、クラシック音楽、パフォーマンスアート、制作、デザイン、プロデューサー、ディレクターに関する技能を教えている。（現在、放送については、エディスコーワン大学内のコミュニケーション芸術学校 (the School of Communications and Arts) で授業が行われている）。西オーストラリア州政府の主導により、州政府とオーストラリア政府の支援を受けている。エディスコーワン大学や大学院の入学要件を満たすことにより、大学や院の単位を取得しながら実技指導を受けることができ、卒業時に、エディスコーワン大学の博士、修士、学士の学位を取得出来る。また、高等教育機関修了と同等のディプロマを取得できるコースも用意されている。

## 活動
毎年、何百ものコンサートや公演が、ジャズ、コンテンポラリー・ミュージック、クラシック音楽、テクノ・ミュージック、ダンス、演技などのジャンルにまたがって開催される。オーストラリア国内の芸能スクールの中では、最も多様で、最大級の制作を行っている。

## 設備
キャンパスは、西オーストラリア州パースのマウント・ローリーに所在するエディスコーワン大学 (ECU)のキャンパス内に設置されており、大学施設の一部である。
アカデミーにはジェフ・ギブス劇場等の8つの劇場が併設され、公演が行われている。そのほか、ダンススタジオ、リハーサルスタジオ、レコーディングスタジオ、衣装制作・デザインスタジオ、編集スタジオ等、12のスタジオをあわせ持つ。

## 指導
プロの経験者が最新の業界動向に基づき、カリキュラムを作成し、指導を行っている。アンソニー・ウィルソンやサックス奏者のジョン・ゴードンが、講師として招聘されている。

## 著名な卒業生
- ジェイ・コートニー
- マーティン・クルーズ
- ジョージナ・ヘイグ
- ヒュー・ジャックマン
- フランセス・オコナー
- ドミニク・パーセル
- ティム・ミンチン
- アレクサンダー・ルイス
- ルーク・アーノルド（英語版）
- ヴィヴァ・ビアンカ（英語版）
- アンドリュー・ビビー（英語版）
- ジェレミー・キャラガン（英語版）
- ジャロッド・カーランド（英語版）
- ヴィヴィアン・カーター（英語版）
- カリーナ・カルバリョ（英語版）
- キャシー・デイヴィス（英語版）
- カルメン・ドラゴン（英語版）
- ルーシー・デュラック（英語版）
- ジョージ・ガードナー（英語版）
- マーク・ガッサー（英語版）
- マーカス・グレアム（英語版）
- エレーヌ・ジョイ（英語版）
- ジェラルド・レプコウスキー（英語版）
- イーウェン・レスリー（英語版）
- ベン・ルイス（英語版）
- スージー・マザーズ（英語版）
- ウィリアム・マキネス (俳優)（英語版）
- リサ・マッキューン（英語版）
- ジェニス・マキャヴィン（英語版）
- ショーン・マイリー・ムーア（英語版）
- タリン・オノファロ（英語版）
- ポール・パディック（英語版）
- ニコラス・パパディメトリュー（英語版）
- ケイト・マリサ・パリー（英語版）
- エディ・パーフェクト（英語版）
- クリス・ピーチョッキ（英語版）
- マシュー・リー・ロビンソン（英語版）
- グレーテル・スカーレット（英語版）
- クリス・ステュワート（英語版）
- プリア・ヴィスワリンガム（英語版）
- エリカ・ワードル（英語版）
- ジム・ジェフリーズ（英語版）